# Shinya Yamanaka
Shinya Yamanaka, în japoneză 山中 伸弥; (n. 4 septembrie 1962, Hiraoka⁠(d), Prefectura Osaka, Japonia) este un medic și cercetător japonez, laureat al Premiului Nobel pentru Fiziologie sau Medicină pe 2012, împreună cu John B. Gurdon, pentru „descoperirea faptului că celulele mature pot fi reprogramate pentru a deveni pluripotente”.

## Biografie
Yamanaka a terminat medicina la Universitatea Kobe în 1987 și și-a făcut stagiatura la secția chirurgie a Spitalului Național Osaka. Și-a luat doctoratul la Universitatea Municipală Osaka în 1993, plecând în același an ca bursier post-doctoral la Institutul Gladstone, Universitatea California, San Francisco, SUA. După reîntoarcerea în Japonia a fost, din ianuarie 1996, cercetător special la Nihon Gakujutsu Shinkō Kai („Societatea Japoneză pentru Promovarea Științei”), iar din octombrie a aceluiași an asistent universitar la Facultatea de Medicină a Universității Municipale Osaka. Din decembrie 1999 a fost profesor agregat la Nara Institute of Science and Technology („institutul de știință și tehnologie din Nara”), unde a devenit profesor în septembrie 2003. În octombrie 2004 a fost numit profesor la Institute for Frontier Medical Sciences, Universitatea Kyoto („institutul pentru științele medicale de pionierat”). Din aprilie 2010 este director al Center for iPS Cell Research and Application, Universitatea Kyoto („centrul pentru cercetarea și aplicarea celulelor iPS”).

## Activitatea științifică
În 2006 Yamanaka a obținut celule stem din celule ale unor șoareci maturi, introducând doar câteva gene. În 2007 a reușit să facă același lucru cu celule umane. Această realizare are potențialul de a crea noi terapii pentru o varietate de boli umane.

## Premii (selecție)
- 2007 Premiul Osaka pentru Știință
- 2007 Premiul Inoue pentru Știință
- 2007 Premiul Asahi
- 2007 Premiul Meyenburg pentru Cercetare în Domeniul Cancerului [32][33]
- 2008 Premiul Yamazaki-Teiichi
- 2008 Premiul Robert Koch
- 2008 Medalia de Onoare (Japonia) (Medalie cu panglică purpurie)
- 2008 Premiul Shaw[34][35][36]
- 2008 Premiul Memorial Sankyo Takamine[37]
- 2009 Premiul Lewis S. Rosenstiel Award[38]
- 2009 Premiul Albert Lasker
- 2010 March of Dimes Prize in Developmental Biology
- 2010 Premiul Kyoto (Japonia)
- 2010 Premiul Balzan pentru biologie
- 2010 Persoană de Merit Cultural (Japonia)
- 2010 BBVA Foundation Frontiers of Knowledge Award in the Biomedicine Category[39]
- 2011 Premiul Albany Medical Center pentru biomedicină
- 2011 Premiul Wolf pentru medicină
- 2011 Premiul Internațional Regele Faisal
- 2011 Premiul McEwen pentru Inovație
- 2012 Premiul Millennium Technology (Finlanda)
- 2012 Bursier al Academiei Naționale de Știință din SUA
- 2012 Premiul Nobel pentru Fiziologie sau Medicină
- 2012 Ordinul Culturii, Japonia[40]